# Svensk Etanolkemi
Sekab är ett svenskt kemibolag som gör om etanol till biobaserade kemikalier.  
Sekab tillverkar biobaserade kemikalier som ättiksyra, acetaldehyd och etylacetat, kemikalier som används bland annat inom läkemedelsindustrin, färgindustrin och byggindustrin med etanol som råvara.
Sekab har en forsknings- och utvecklingsanläggning för produktion av andra generationens etanol/avancerad etanol från cellulosa. Anläggningen har varit i drift sedan 2004 och som råvara för studierna används bland annat rester från sågverksindustrin, blast (bagass) från sockerrör och majs. 
Företaget finns i Örnsköldsvik och ägs till 70 % av ett konsortium som består av Övik Energi, Umeå Energi, Skellefteå Kraft, Länsförsäkringar i Västerbotten, OK Ekonomisk Förening och 30 % ägs av privata EcoDevelopment.
År 2022 inledde Sekab ett samarbete med svenska elbilsföretaget Polestar för att skapa en helt klimatneutral bil.